# Goya 2015
Die 29. Verleihung des Goya fand am 7. Februar 2015 im Auditorium des Centro de Congresos Príncipe Felipe in Madrid statt. Der wichtigste spanische Filmpreis wurde in 28 Kategorien vergeben. Moderiert wurde die Veranstaltung vom spanischen Schauspieler und Komiker Dani Rovira. Erfolgreichster Film des Abends war der Thriller La isla mínima – Mörderland, der in zehn Kategorien siegreich hervorging.

## Gewinner und Nominierte
| Statistik (Filme mit mehr als einer Nominierung) N=Nominierung; A=Auszeichnung |    |    |
| Film                                                                           | N  | A  |
| La isla mínima – Mörderland                                                    | 17 | 10 |
| El Niño – Jagd vor Gibraltar                                                   | 16 | 4  |
| Wild Tales – Jeder dreht mal durch!                                            | 9  | 1  |
| Magical Girl                                                                   | 7  | 1  |
| Clever & Smart – In geheimer Mission                                           | 6  | 2  |
| 8 Namen für die Liebe                                                          | 5  | 3  |
| Automata                                                                       | 4  | 0  |
| 10.000 km                                                                      | 3  | 1  |
| Paco de Lucia – Auf Tour                                                       | 3  | 1  |
| Shrew’s Nest                                                                   | 3  | 1  |
| Loreak                                                                         | 2  | 0  |
| Marsella                                                                       | 2  | 0  |
| Todos están muertos                                                            | 2  | 0  |

### Bester Film (Mejor película)
La isla mínima – Mörderland (La isla mínima) – Regie: Alberto Rodríguez Librero
- El Niño – Jagd vor Gibraltar (El Niño) – Regie: Daniel Monzón
- Loreak – Regie: Jon Garaño
- Wild Tales – Jeder dreht mal durch! (Relatos salvajes) – Regie: Damián Szifron
- Magical Girl – Regie: Carlos Vermut

### Beste Regie (Mejor dirección)
Alberto Rodríguez Librero – La isla mínima – Mörderland (La isla mínima)
- Daniel Monzón – El Niño – Jagd vor Gibraltar (El Niño)
- Carlos Vermut – Magical Girl
- Damián Szifron – Wild Tales – Jeder dreht mal durch! (Relatos salvajes)

### Beste Nachwuchsregie (Mejor dirección novel)
Carlos Marqués-Marcet – 10.000 km
- Juanfer Andrés und Esteban Roel – Shrew’s Nest (Musarañas)
- Curro Sánchez Varela – Paco de Lucia – Auf Tour (Paco de Lucía: La búsqueda)
- Beatriz Sanchís – Todos están muertos

### Bester Hauptdarsteller (Mejor actor)
Javier Gutiérrez  – La isla mínima – Mörderland (La isla mínima)
- Raúl Arévalo – La isla mínima – Mörderland (La isla mínima)
- Ricardo Darín – Wild Tales – Jeder dreht mal durch! (Relatos salvajes)
- Luis Bermejo – Magical Girl

### Beste Hauptdarstellerin (Mejor actriz)
Bárbara Lennie – Magical Girl
- María León – Marsella
- Macarena Gómez – Shrew’s Nest (Musarañas)
- Elena Anaya – Todos están muertos

### Bester Nebendarsteller (Mejor actor de reparto)
Karra Elejalde – 8 Namen für die Liebe (Ocho apellidos vascos)
- Eduard Fernández –  El Niño – Jagd vor Gibraltar (El Niño)
- Antonio de la Torre – La isla mínima – Mörderland (La isla mínima)
- José Sacristán – Magical Girl

### Beste Nebendarstellerin (Mejor actriz de reparto)
Carmen Machi – 8 Namen für die Liebe (Ocho apellidos vascos)
- Mercedes León – La isla mínima – Mörderland (La isla mínima)
- Bárbara Lennie – El Niño – Jagd vor Gibraltar (El Niño)
- Goya Toledo – Marsella

### Bester Nachwuchsdarsteller (Mejor actor revelación)
Dani Rovira – 8 Namen für die Liebe (Ocho apellidos vascos)
- David Verdaguer – 10.000 km
- Jesús Castro – El Niño – Jagd vor Gibraltar (El Niño)
- Israel Elejalde – Magical Girl

### Beste Nachwuchsdarstellerin (Mejor actriz revelación)
Nerea Barros – La isla mínima – Mörderland (La isla mínima)
- Natalia Tena – 10.000 km
- Yolanda Ramos – Carmina y amén
- Ingrid García-Jonsson – Schöne Jugend (Hermosa juventud)

### Bestes Originaldrehbuch (Mejor guion original)
Alberto Rodríguez Librero und Rafael Cobos – La isla mínima – Mörderland (La isla mínima)
- Daniel Monzón und Jorge Guerricaechevarría – El Niño – Jagd vor Gibraltar (El Niño)
- Carlos Vermut – Magical Girl
- Damián Szifron – Wild Tales – Jeder dreht mal durch! (Relatos salvajes)

### Bestes adaptiertes Drehbuch (Mejor guion adaptado)
Javier Fesser, Claro García und Cristóbal Ruiz – Clever & Smart – In geheimer Mission (Mortadelo y Filemón contra Jimmy el Cachondo)
- Ignacio Vilar und Carlos Asorey – A esmorga
- Chema Rodríguez, Pablo Burgués und David Planell – Anochece en la India
- Anna Soler-Pont – Rastres de sàndal

### Beste Produktionsleitung (Mejor dirección de producción)
Edmon Roch und Toni Novella – El Niño – Jagd vor Gibraltar (El Niño)
- Manuela Ocón – La isla mínima – Mörderland (La isla mínima)
- Esther García – Wild Tales – Jeder dreht mal durch! (Relatos salvajes)
- Luis Fernández Lago und Julián Larrauri – Clever & Smart – In geheimer Mission (Mortadelo y Filemón contra Jimmy el Cachondo)

### Beste Kamera (Mejor fotografía)
Álex Catalán – La isla mínima – Mörderland (La isla mínima)
- Alejandro Martínez – Automata (Autómata)
- Kalo Berridi – 8 Namen für die Liebe (Ocho apellidos vascos)
- Carles Gusi – El Niño – Jagd vor Gibraltar (El Niño)

### Bester Schnitt (Mejor montaje)
José M. G. Moyano – La isla mínima – Mörderland (La isla mínima)
- Mapa Pastor – El Niño – Jagd vor Gibraltar (El Niño)
- José M. G. Moyano und Darío García – Paco de Lucia – Auf Tour (Paco de Lucía: La búsqueda)
- Pablo Barbieri und Damián Szifron – Wild Tales – Jeder dreht mal durch! (Relatos salvajes)

### Bestes Szenenbild (Mejor dirección artística)
Pepe Domínguez – La isla mínima – Mörderland (La isla mínima)
- Patrick Salvador – Automata (Autómata)
- Antón Laguna – El Niño – Jagd vor Gibraltar (El Niño)
- Víctor Monigote – Clever & Smart – In geheimer Mission (Mortadelo y Filemón contra Jimmy el Cachondo)

### Beste Kostüme (Mejor diseño de vestuario)
Fernando García – La isla mínima – Mörderland (La isla mínima)
- Armaveni Stoyanova – Automata (Autómata)
- Tatiana Hernández – El Niño – Jagd vor Gibraltar (El Niño)
- Cristina Rodríguez – Por un puñado de besos

### Beste Maske (Mejor maquillaje y peluquería)
Pedro Rodríguez, José Quetglas und Carmen Veinat – Shrew’s Nest (Musarañas)
- Raquel Fidalgo, David Martí und Noé Montes – El Niño – Jagd vor Gibraltar (El Niño)
- Yolanda Piña – La isla mínima – Mörderland (La isla mínima)
- Marisa Amenta und Néstor Burgos – Wild Tales – Jeder dreht mal durch! (Relatos salvajes)

### Beste Spezialeffekte (Mejores efectos especiales)
Raúl Romanillos und Guillermo Orbe – El Niño – Jagd vor Gibraltar (El Niño)
- Pedro Moreno und Juan Ventura – La isla mínima – Mörderland (La isla mínima)
- Antonio Molina und Ferrán Piquer – Torrente 5: Operación Eurovegas
- Raúl Romanillos und David Heras – Open Windows

### Bester Ton (Mejor sonido)
Sergio Bürmann, Marc Orts und Oriol Tarragó – El Niño – Jagd vor Gibraltar (El Niño)
- Gabriel Gutiérrez und Nicolás de Poulpiquet – Automata (Autómata)
- Daniel de Zayas, Nacho Royo-Villanova und Pelayo Gutiérrez – La isla mínima – Mörderland (La isla mínima)
- Nicolás de Poulpiquet und James Muñoz – Clever & Smart – In geheimer Mission (Mortadelo y Filemón contra Jimmy el Cachondo)

### Beste Filmmusik (Mejor música original)
Julio de la Rosa – La isla mínima – Mörderland (La isla mínima)
- Roque Baños –  El Niño – Jagd vor Gibraltar (El Niño)
- Pascal Gaigne – Loreak
- Gustavo Santaolalla – Wild Tales – Jeder dreht mal durch! (Relatos salvajes)

### Bester Filmsong (Mejor canción original)
„Niño sin miedo“ von India Martínez, Riki Rivera und David Santisteban – El Niño – Jagd vor Gibraltar (El Niño)
- „Me ducho en tus besos“ von Fernando Merinero, Luis Ivars und Raúl Marín – Haz de tu vida una obra de arte
- „No te marches jamás“ von Fernando Velázquez – 8 Namen für die Liebe (Ocho apellidos vascos)
- „Morta y File“ von Rafael Arnau – Clever & Smart – In geheimer Mission (Mortadelo y Filemón contra Jimmy el Cachondo)

### Bester Kurzfilm (Mejor cortometraje de ficción)
Café para llevar – Regie: Patricia Font
- Loco con ballesta – Regie: Kepa Sojo
- Trato preferente – Regie: Carlos Polo
- Safari – Regie: Gerardo Herrero Pereda
- Todo un futuro juntos – Regie: Pablo Remón

### Bester animierter Kurzfilm (Mejor cortometraje de animación)
Juan y la nube – Regie: Giovanni Maccelli
- A Lifestory – Regie: Nacho Rodríguez
- A Lonely Sun Story – Regie: Juanma Suárez García und Enrique Fernández Guzmán
- El señor del abrigo interminable – Regie: Victoria Sahores Ripoll
- Sangre de unicornio – Regie: Alberto Vázquez

### Bester Dokumentarkurzfilm (Mejor cortometraje documental)
Walls (Si estas paredes hablasen) – Regie: Miguel López Beraza
- El domador de peixos – Regie: Roger Gómez und Dani Resines
- El último abrazo – Regie: Sergi Pitarch Garrido
- La máquina de los rusos – Regie: Octavio Guerra Quevedo

### Bester Animationsfilm (Mejor película de animación)
Clever & Smart – In geheimer Mission (Mortadelo y Filemón contra Jimmy el Cachondo) – Regie: Javier Fesser
- Dixie y la rebelión zombi – Regie: Beñat Beitia, Ricardo Ramón und MJ Lallo
- La tropa de trapo en la selva del arcoíris – Regie: Álex Colls

### Bester Dokumentarfilm (Mejor película documental)
Paco de Lucia – Auf Tour (Paco de Lucía: La búsqueda) – Regie: Curro Sánchez
- Nacido en Gaza – Regie: Hernán Zin
- Edificio España – Regie: Víctor Moreno
- El último adiós de Bette Davis – Regie: Pedro González Bermúdez

### Bester europäischer Film (Mejor película europea)
Ida, Polen – Regie: Paweł Pawlikowski
- Das Salz der Erde (The Salt of the Earth), Frankreich – Regie: Juliano Ribeiro Salgado und Wim Wenders
- Der Hundertjährige, der aus dem Fenster stieg und verschwand (Hundraåringen som klev ut genom fönstret och försvann), Schweden – Regie: Felix Herngren
- Monsieur Claude und seine Töchter (Qu’est-ce qu’on a fait au Bon Dieu?), Frankreich – Regie: Philippe de Chauveron

### Bester ausländischer Film in spanischer Sprache (Mejor película extranjera de habla hispana)
Wild Tales – Jeder dreht mal durch! (Relatos salvajes), Argentinien – Regie: Damián Szifron
- Señor Kaplan (Mr. Kaplan), Uruguay – Regie: Álvaro Brechner
- Conducta – Wir werden sein wie Che (Conducta), Kuba – Regie: Ernesto Daranas
- La distancia más larga, Venezuela – Regie: Claudia Pinto

## Ehrenpreis (Goya de honor)
- Antonio Banderas, spanischer Schauspieler, Regisseur und Filmproduzent